# Ljubimskij rajon
Il Ljubimskij rajon (in russo Любимский район?) è un rajon dell'Oblast' di Jaroslavl', nella Russia europea; il capoluogo è Ljubim. Ricopre una superficie di 1.960 chilometri quadrati.